# چشم ناظر (فیلم)
چشم ناظر (به انگلیسی: Eye of the Beholder) فیلمی محصول سال ۱۹۹۹ و به کارگردانی استفان الیوت است. در این فیلم بازیگرانی همچون ایوان مک‌گرگور، اشلی جاد، پاتریک برگین، کی.دی. لنگ، جیسون پریستلی و ژنویو بوژو ایفای نقش کرده‌اند.